# Riodades
Riodades is een plaats (freguesia) in de Portugese gemeente São João da Pesqueira en telt 567 inwoners (2001).